# 张雨

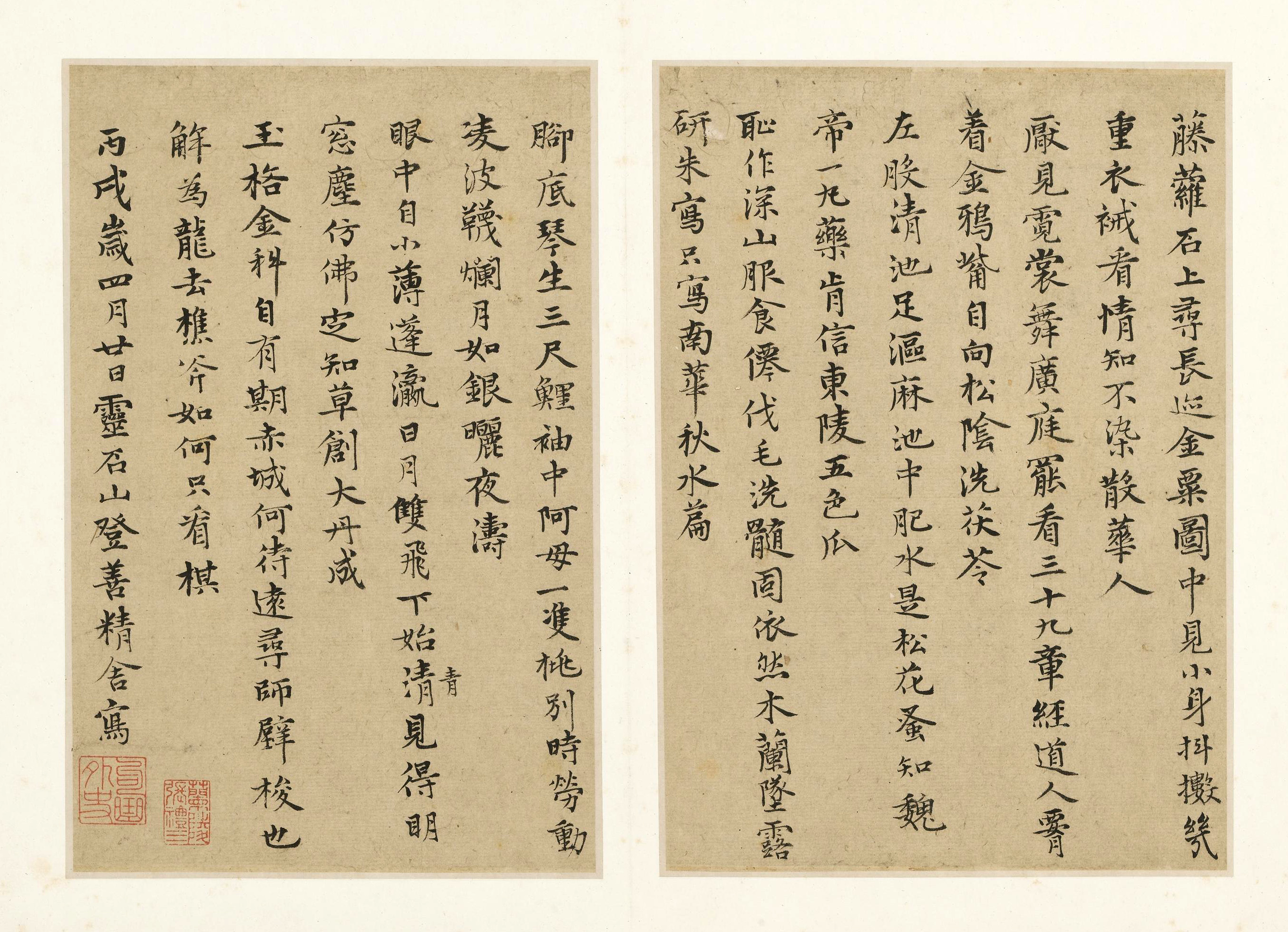
张雨和郑元祐游仙词

张雨（1277年—1348年），又名天雨，字伯雨，法名嗣真，别号贞居，又号句曲外史，钱塘（今浙江杭州）人，元朝茅山宗道士。年二十遍游天台、括苍诸山。后去茅山礼四十三代宗师许道杞弟子周大静为师。张雨多才艺，能诗文，善书，工画，尤以诗享盛誉于元末文坛。
詩格清麗，語句新奇，豪邁灑落，體格遒上，‘詩宗杜甫維肖，古選類大曆間諸子，文學韓而冷，語類漢’。書法字畫清遒，大草小楷，世稱二絶。生平所交游者，若趙孟頫、黃溍、虞集、楊維楨諸人，皆當時名士碩儒，故‘雖托跡黃冠，而談藝之家位置於文士之列，不復以異教視之’。
張雨生平詩文甚富，嘗自編集，按年編次，未及刊板，多所散佚。傳世最早者爲元代張誼編次、徐達左序《句曲外史貞居先生詩集》五卷本，明清两代有多種版刻、鈔本行世。